# Echoes: The Best of Pink Floyd
Compilations de Pink Floyd
1967 Singles Sampler
(1997) Oh, By the Way
(2007)
Echoes est une compilation du groupe de rock progressif britannique Pink Floyd, sortie en novembre 2001. Il contient deux disques d'environ 80 minutes chacun. C'est la compilation la plus complète du groupe, bien qu'elle ne contienne aucun titre provenant des albums Ummagumma, Atom Heart Mother, More et Obscured by Clouds.

## Histoire

### Contenu et modifications
Tous les titres de la compilation sont enchaînés ensemble. Cette compilation amène plusieurs modifications majeures : 
- Echoes, qui dure originellement plus de 23 minutes, a été coupée de six minutes,
- Seules les deux premières minutes de Marooned ont été gardées,
- Les parties 8 et 9 de Shine On You Crazy Diamond ont été complètement enlevées, tandis que les parties 3 et 6 sont raccourcies, et la fin de la partie 7 est modifiée afin de faire la transitions non pas vers la partie 8 (supprimée), mais vers Time,
- La fin de Sheep est différente,
- La fin de The Fletcher Memorial Home comporte la fin de Bring the Boys Back Home.
- La fin de Us and Them est prolongée avec la suppression du début de Any Colour You Like (non présent ici) en ne gardant que l'écho final pour réaliser la transition vers Learning to Fly.
- High Hopes a également été raccourcie,
- Les chansons se suivent par des transitions créés pour cet album en références à celle entre les chansons des albums d'origine (The Dark Side of the Moon, Wish You Were Here, The Wall, The Final Cut...).

### Chansons rejetées
Selon James Guthrie, les chansons suivantes étaient des choix possibles pour la sélection finale de la liste des titres de l'album :
- Interstellar Overdrive, Chapter 24 et The Scarecrow (The Piper at the Gates of Dawn)
- Careful with That Axe, Eugene (face B de Point Me at the Sky, présente sur Relics et The Early Singles)
- Grantchester Meadows (Ummagumma)
- Atom Heart Mother (version courte), If et Fat Old Sun (Atom Heart Mother)
- Fearless et San Tropez (Meddle)
- Breathe et Brain Damage/Eclipse (The Dark Side of the Moon)
- Dogs (Animals)
- Mother, Young Lust et Nobody Home (The Wall)
- Your Possible Pasts, The Gunner's Dream et Paranoid Eyes (The Final Cut)

### Pochette
La pochette, réalisée par Storm Thorgerson, est un mélange de plusieurs images fortes rappelant la discographie du groupe. Entre autres :
- Un tableau représentant la pochette de The Piper at the Gates of Dawn
- Un vélo, en référence à la chanson Bike de cet album
- Une hache, qui fait probablement référence à la chanson Careful with that Axe, Eugene
- Un prisme sur le rebord de la fenêtre représentant The Dark Side of the Moon
- Un homme en flammes, issue de la pochette de Wish You Were Here.
- Un bocal à poisson rouge, rappelant les paroles de la chanson Wish You Were Here
- Un cochon et une vache en porcelaine, respectivement pour Animals et Atom Heart Mother
- Un mouton, représentant Animals
- Un mur blanc identique à celui de The Wall
- Des marteaux croisés, symboliques de The Wall
- Un militaire, renvoyant à la pochette arrière de l'album The Final Cut
- Une tache sur la colline en forme de cochon rappelant la chanson Pigs (Three Different Ones) de l'album Animals
- Un lit en fer, représentant A Momentary Lapse of Reason
- Un homme vêtu d'ampoules, de la pochette de l'album live Delicate Sound of Thunder
- Le poster du DVD de Shine On.
- Deux statues de métal, qui renvoient à la pochette de The Division Bell
- Quatre masques faisant référence à Is There Anybody Out There? The Wall Live 1980-81
- Une boule à facettes (Comfortably Numb dans le DVD P·U·L·S·E)
- Un modèle d'aéroplane qui renvoie à l'aéroplane accidenté du DVD P·U·L·S·E ou à l'aéroplane dessiné dans A Momentary Lapse of Reason ou à la chanson Learning to Fly de cet album.
- Un homme qui rame sur un bateau rappelant Signs of Life de l'album A Momentary Lapse of Reason.
- Un homme en maillot de bain bleu rappelant une photo dans le livret de Wish You Were Here
- Deux CD contre le cadre d'une fenêtre rappelant la jaquette de P·U·L·S·E
- Un homme en chemise blanche et nœud papillon et une femme en robe qui réfèrent à la jaquette de A Collection of Great Dance Songs
- Un champ de maïs en arrière-plan en référence à Prism
- Une femme portant du linge en arrière-plan que l'on aperçoit sur l'album A Momentary Lapse of Reason
- La jaquette du best of ECHOES est elle aussi visible par ailleurs.

## Titres

### Disque 1
1. Astronomy Domine (Syd Barrett) – 4:10
2. See Emily Play (Syd Barrett) – 2:47
3. The Happiest Days of Our Lives (Roger Waters) – 1:38
4. Another Brick in the Wall (Part 2) (Roger Waters) – 4:01
5. Echoes (David Gilmour, Nick Mason, Roger Waters, Rick Wright) – 16:30
6. Hey You – 4:39
7. Marooned (David Gilmour, Rick Wright) – 2:02
8. The Great Gig in the Sky (Rick Wright) – 4:39
9. Set the Controls for the Heart of the Sun (Roger Waters) – 5:20
10. Money (Roger Waters) – 6:29
11. Keep Talking (David Gilmour, Rick Wright, Polly Samson) – 5:57
12. Sheep (Roger Waters) – 9:46
13. Sorrow (David Gilmour) – 8:45

### Disque 2
1. Shine On You Crazy Diamond (Parts 1-7) (David Gilmour, Roger Waters, Rick Wright) – 17:32
2. Time (Roger Waters, David Gilmour, Rick Wright, Nick Mason) – 6:48
3. The Fletcher Memorial Home (Roger Waters) – 4:07 (+ extrait de Bring The Boys Back Home)
4. Comfortably Numb (David Gilmour, Roger Waters) – 6:53
5. When the Tigers Broke Free (Roger Waters) – 3:42
6. One of These Days (David Gilmour, Nick Mason, Roger Waters, Rick Wright) – 5:14
7. Us and Them (Roger Waters, Rick Wright) – 7:51
8. Learning to Fly (David Gilmour, Anthony Moore, Bob Ezrin, Jon Carin) – 4:50
9. Arnold Layne (Syd Barrett) – 2:52
10. Wish You Were Here (David Gilmour, Roger Waters) – 5:20
11. Jugband Blues (Syd Barrett) – 2:56
12. High Hopes (David Gilmour, Polly Samson) – 6:59
13. Bike (Syd Barrett) – 3:24

## Charts
| Pays        | Certifié   | Vendu à    | Dernière date de certification |
| ----------- | ---------- | ---------- | ------------------------------ |
| Belgique    | 1x Platine | 50,000 +   | 2002                           |
| Canada      | 6x Platine | 600,000+   | 29 avril 2002                  |
| Europe      | 2x Platine | 2,000,000+ | 2001                           |
| Allemagne   | 1x Or      | 100,000+   | 2002                           |
| Royaume-Uni | 2x Platine | 600,000+   | 11 janvier 2002                |
| États-Unis  | 4x Platine | 4,000,000+ | 10 septembre 2007              |

## Crédits

### Pink Floyd
- Roger Waters - basse, guitare rythmique sur Sheep, chant, chœurs
- David Gilmour - guitare, chant, basse sur Hey You, Sheep et High Hopes, claviers additionnels, batterie sur Sorrow
- Rick Wright - claviers, piano, synthétiseur, autres instruments, chant
- Nick Mason - batterie, percussions, chant sur One of These Days
- Syd Barrett - guitare et chant sur Astronomy Domine, See Emily Play, Arnold Layne, Jugband Blues et Bike. Guitare additionnelle sur Set the Controls for the Heart of the Sun.

### Musiciens additionnels
- James Guthrie – remastérisation, percussions sur The Happiest Days of Our Lives
- Islington Green School – chœurs sur Another Brick in the Wall (Part 2)
- Chœur Masculin de Pontardulais, dirigé par Noel Davis - chœurs sur When the Tigers Broke Free
- Jon Carin - claviers additionnels sur Marooned, Keep Talking High Hopes et Learning to Fly
- Guy Pratt – basse sur Marooned et Keep Talking
- Tony Levin – basse sur Sorrow et Learning to Fly
- Clare Torry – chant sur The Great Gig in the Sky
- Sam Brown, Durga McBroom et Carol Kenyon – chœurs sur Keep Talking
- Dick Parry – saxophone baryton et ténor sur Money, Shine On You Crazy Diamond et Us and Them
- Michael Kamen – orchestre sur High Hopes, The Fletcher Memorial Home et When the Tigers Broke Free ; piano sur The Fletcher Memorial Home
- Lee Ritenour – guitare acoustique sur Comfortably Numb
- 8 membres de l'Armée du Salut sur Jugband Blues
- Storm Thorgerson – design
- Joe Porcaro et Blue Ocean - caisse claire sur The Fletcher Memorial Home (non crédités car ils apparaissent sur Bring The Boys Back Home, la fin de la chanson)